# Hockey Novara 1976
Questa voce raccoglie le informazioni riguardanti l'Hockey Novara nelle competizioni ufficiali della stagione 1976.

## Maglie e sponsor
| 1ª divisa | 2ª divisa |

## Rosa
| N° | Naz.              | Ruolo | Sportivo              |  |  |  |
| -- | ----------------- | ----- | --------------------- |  |  |  |
| ?  | Italia (bandiera) | E     | Beniamino Battistella |  |  |  |
| ?  | Italia (bandiera) | E     | Roberto Borrini       |  |  |  |
| ?  | Italia (bandiera) | E     | Brignoni              |  |  |  |
| ?  | Italia (bandiera) | E     | Dionigi De Grandis    |  |  |  |
| ?  | Italia (bandiera) | E     | Giulio Fona           |  |  |  |
| ?  | Italia (bandiera) | P     | Piergiorgio Givoni    |  |  |  |
| ?  | Italia (bandiera) | E     | Mancin                |  |  |  |
| ?  | Italia (bandiera) | E     | Perego                |  |  |  |
| ?  | Italia (bandiera) | P     | Mario Romussi         |  |  |  |
| ?  | Italia (bandiera) | E     | Roberto Scacchetti    |  |  |  |

- Allenatore:  Ferruccio Panagini